# Microcodon linearis
Microcodon linearis là loài thực vật có hoa trong họ Hoa chuông. Loài này được (L.f.) H.Buek mô tả khoa học đầu tiên năm 1837.